# Nils Borgquist
Nils Emil Christian Borgquist, född 3 april 1873 i Malmö Sankt Petri församling, död 16 december 1933 i Danderyds församling, Stockholms län, var en svensk industriman. Han var bror till Waldemar Borgquist.
Borgquist kom som bokbindarlärling till Skånska litografiska AB i Malmö, avancerade till företagets chef 1912, blev disponent för Norrköpings litografiska AB 1915 och VD för AB Sveriges litografiska tryckerier 1922, vilket företag kraftigt utvecklades under Borgquists ledning.